# Syntagma (starożytność)

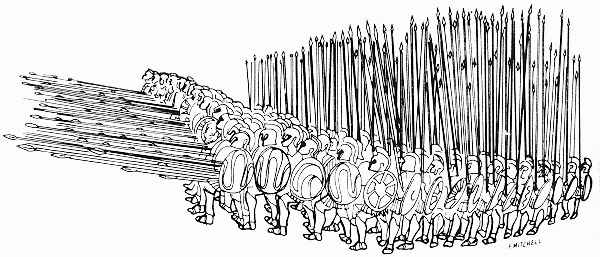
Syntagma sarisoforów

Syntagma (stgr. σύνταγμα, później także speira – podstawowa jednostka taktyczna szyku falangi w wojsku macedońskim i w czasach hellenistycznych.
Była główną częścią składową bojowego szyku falangi w czasach Aleksandra Wielkiego i jego następców (diadochów). Jako najmniejsza niezależna jednostka falangi. Stanowiła mniej więcej odpowiednik współczesnego batalionu liczącego 256 ludzi i dowodzonego przez syntagmatarchę (stgr. σύνταγματάρχης), a złożonego z 2 terytorialnych taxeis. W bojowym szyku falangi syntagma formowała 16 kolumn (stgr. λόχοί) 16-osobowych; na polu walki każdej z nich przewodził dowódca (lochagos), a zamykał ją jego zastępca (uragos). 32 syntagmy tworzyły półfalangowe skrzydło (keras) dowodzone przez kerarchę. Oprócz głębokości szyku decydujący dla wzmocnienia jego siły uderzeniowej był udział „sarisoforów” (dosł. niosących sarisę) z wykorzystaniem 12-łokciowej sarisy jako broni ofensywnej. Niewielka krągła tarcza (aspis) zawieszana na rzemieniu przez ramię, chroniła piersi umożliwiając oburęczny chwyt długiej piki; stanowiła wprawdzie słabszą ochronę niż duży hoplon, ale umożliwiała bój w szyku ciaśniejszym od klasycznej falangi złożonej z hoplitów.

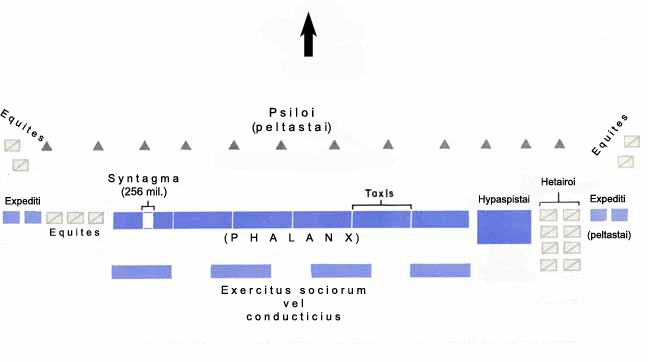
Schemat ukazujący pozycję syntagmy i umiejscowienie taksis w szyku falangi

Złożona z ciężkozbrojnych pedzetajrów syntagma była wyłącznie manewrową jednostką taktyczną, przy dobrym wyszkoleniu żołnierzy niezwykle zwrotną na polu walki. Mimo głębokości szyku był on stosunkowo otwarty: żołnierzy w kolumnie dzieliły metrowe odstępy, w szeregu – półmetrowe; układ ten bez trudu przechodził w szyk zwarty. Wpływał na to i szczegółowy podział dowodzenia, w którym swych dowódców miały nawet jej półkolumny (hemilochita) i ćwierćkolumny (enomotarcha). Ponadto kolumnami, które w szyku bojowym dobierano parami, dowodził dilochita, dwie pary były pod komendą tetrarchy, a cztery – taksjarchy. Umożliwiało to zgrane, sprawne i precyzyjne ruchy na polu walki, zgodne z zasadami musztry, której stosunkowo dokładny opis pozostawił Asklepiodotos z Aleksandrii.
Dowodzone tak syntagmy, nie tracąc zwartości, w falandze łatwo formowały linię prostą lub skośną („schody”), półksiężyc, otwarty trójkąt (klin), otwarty półkwadrat i inne pożądane ustawienia, włącznie z czworobokiem do obrony wielostronnej. Tylko pierwsze z 5 szeregów syntagmy mogło nacierać z pochylonymi poziomo włóczniami, wystającymi przed linię frontu; pozostałe 11 szeregów utrzymywało je skośnie bądź pionowo, co stwarzało też osłonę przed pociskami wroga. Duża zwrotność jednostek pozwalała sprostać niespodziewanym sytuacjom wynikającym w przebiegu bitwy. Mobilność ich poważniej ograniczały jedynie przeszkody terenowe, a rozbicie syntagmy możliwe było wyłącznie poprzez dokonany miejscowo wyłom i rozerwanie szyku sarisoforów lub atak na nieprzygotowaną flankę. Słabości te wykorzystały rzymskie legiony w bitwach pod Kynoskefalaj (197 p.n.e.), Magnezją (190 p.n.e.) i Pydną (168 p.n.e.). Zbrojna w sarisy falanga, zdolna walczyć skutecznie tylko na płaskim terenie, bezwzględnie wymagała na skrzydłach osłony ze strony lżej zbrojnej piechoty oraz jazdy, będąc też uzależniona w boju od doświadczonych dowódców.